# カブサ
カブサ（アラビア語: كبسة）は、イエメン発祥のアラブ世界の伝統的な炊き込みご飯である。カタールやバーレーンなどの湾岸諸国ではマクブース（マチブース）と呼ばれている。名前の由来はアラビア語で「押し込む、詰め込む、ぎゅうぎゅう詰めにする」といった意味を持つ（kabasa、アラビア語:  كبس）という語とされている。
カブサで使用する香辛料はどの国でも購入することができるが、使う香辛料によって味も変化する。一般的に使用する香辛料は黒胡椒、カルダモン、シナモン、乾燥ライムなどである。
カブサ用の肉はハドラマウト発祥のマンディという肉料理と調理方法は同一であり、大きい皿に香辛料や米、アーモンド、レーズンを混ぜ合わせる。肉を焼く際、調理中に蓋をするアースオーブンが使用される。焼き終わると仕上げにトマトソースをかける。
パレスチナでは野菜も混ぜ合わせる。サウジアラビアで調理すると赤茶色になるが、国によって、色は異なる。

## 画像

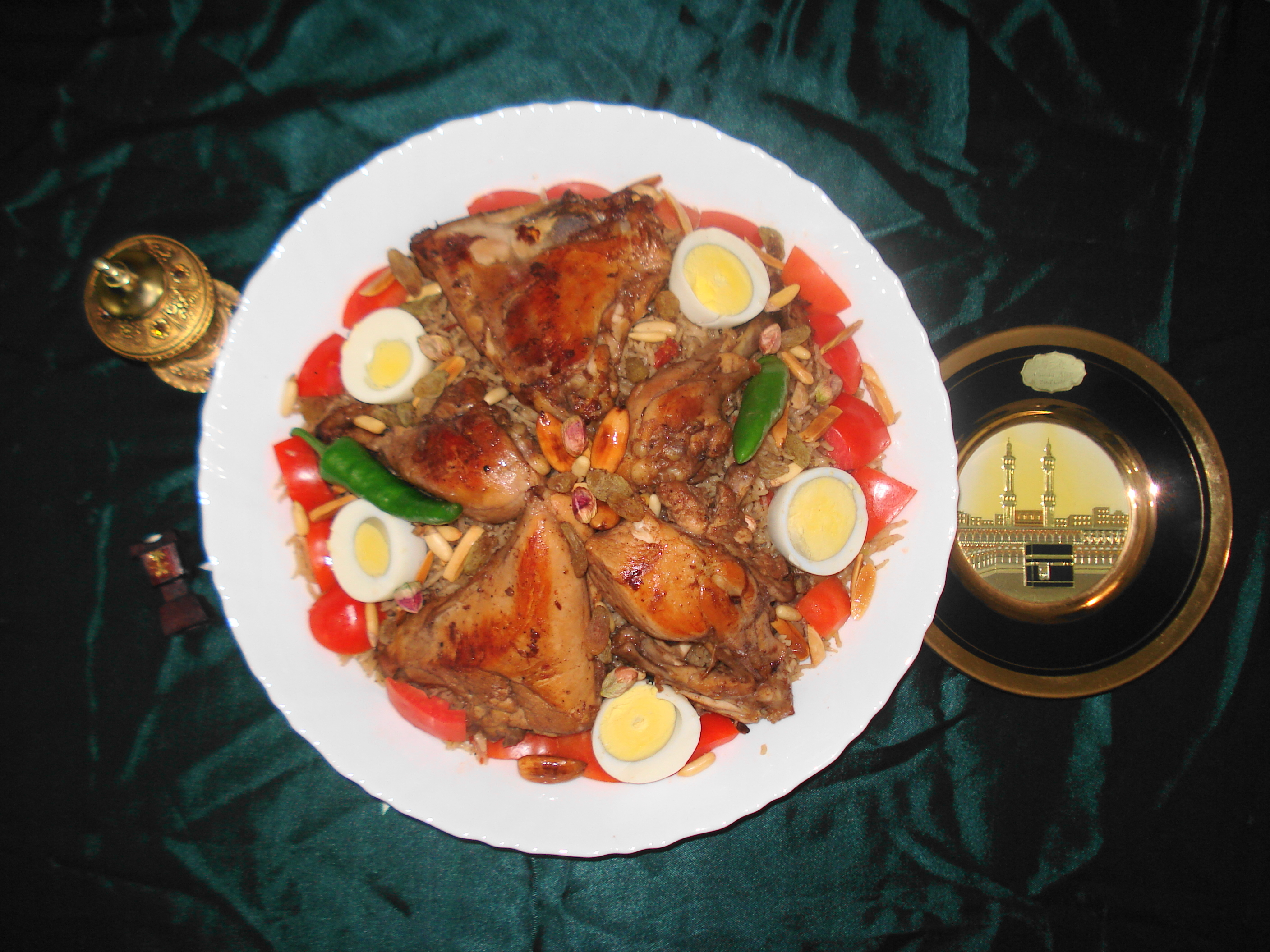
サウジアラビアのカブサ
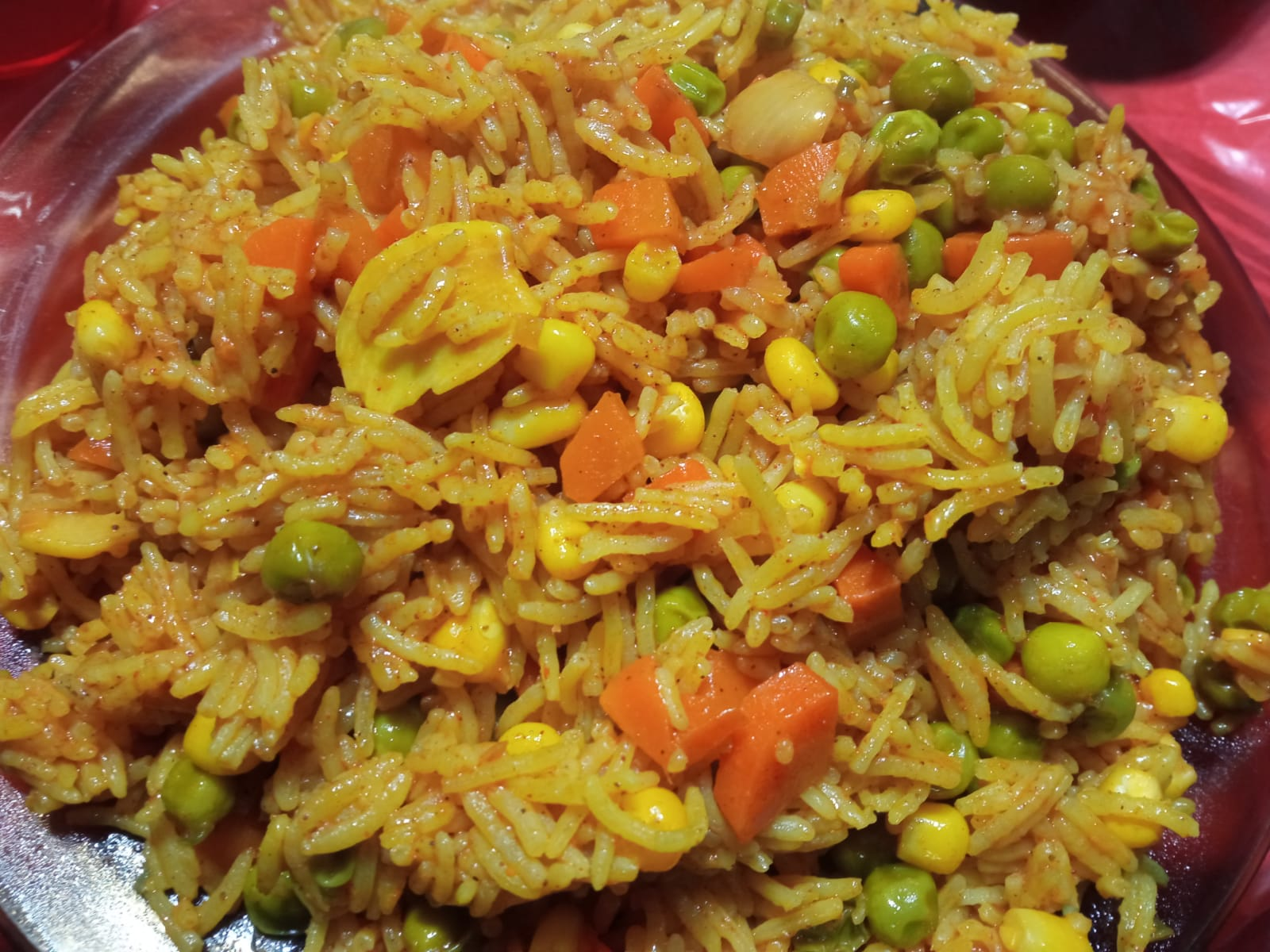
パレスチナのカブサ